# 伦德尔舍姆森林事件
伦德尔舍姆森林事件（英語：Rendlesham Forest Incident，/ˈrɛndəlʃəm/），也称“兰道申森林事件”或“蓝道申森林事件”，是指1980年12月26日发生在英国萨福克郡伦德尔舍姆森林附近的一系列不明发光UFO目击和第二类接触事件。事件发生在当时由美国空军使用的英国皇家空军伍德布里奇基地外，基地的美国空军人员及其副指挥官查尔斯·哈尔特中校皆声称目击到了UFO。該事件尚未有详细说明，而英国政府也一直無法解释清楚。該起事件是英國最為知名的UFO事件之一，亦有“英国的罗斯威尔事件”的说法。

## 事件经过
伦德尔舍姆森林位在萨福克郡，约8英里（13公里）以东的伊普斯威奇镇。由约5.8平方英里（15平方公里）的针叶林、阔叶林、草场和湿地组成。事件发生地附近是已於1993年關閉的本特沃特斯皇家空軍基地。
1980年12月26日凌晨3点，本特沃特斯军事基地东大门附近巡逻的英国皇家空军士兵约翰·巴勒斯发现附近的伦德尔舍姆森林有物体降落。他最初以为是飞机被击落，随后他和队友吉姆·潘尼斯顿进入森林调查，他们看到奇异的光束穿过树木，一个不明物体发出明亮的光线。吉姆·潘尼斯顿声称自己还摸了不明物体“温暖”表面，他发现其工艺不明，同时记下了许多不明符号，他还声称见过一个三角形不明物体起落的景象，它在地面留下三个印痕，凌晨4点后当地警方到场，但他们只看见不远处奥福岬灯塔发出的亮光。上午，约翰·巴勒斯和吉姆·潘尼斯顿回到森林东部边缘一小块空地附近，他们发现三个三角形图案，以及在附近树上燃烧的痕迹和折断的树枝。上午10点半，当地警方称，这次看到地面上的印痕，他们认为可能是由动物造成的。
两天后该地又接到不明飞行物报告，当晚基地副指挥官查尔斯·哈尔特中校领导一调查组深入森林调查，并用一个微型录音机记录他们的活动和发现。这次调查中，闪烁的奇异光束向东覆盖整个区域。而奥福岬灯塔是可以被看见的，两者发出的亮光明显能够区分。后来，闪烁的奇异光束又出现在天空的北部和南部。由于录音磁带用完，他们在天亮前返回了基地。

## 後續發展
不久，英国政府介入，先后對事件当事人和附近居民進行調查，同时检查当地警方的报告，之后未公布後續消息并保持沉默。而英國國防部對此事表示，该事件不会对国家安全构成威胁，因此也未对事件进行独立调查。部分质疑人士将该事件解释为对一系列如“流星、奥福岬灯塔灯光或夜空中明亮的星星”等夜间发光物的误解。該事件尚未有結論。